# Liste des monuments historiques de Tielt-Winge
Cette page regroupe l'ensemble des monuments classés de la ville belge de Tielt-Winge.
| Objet                                                   | Statut du classement? | Année de construction/architecte | Section communale | Adresse               | Coordonnées                      | Numéro d'inventaire | Illustration                       |
| ------------------------------------------------------- | --------------------- | -------------------------------- | ----------------- | --------------------- | -------------------------------- | ------------------- | ---------------------------------- |
| (nl) Het Stenen Huis                                    | Oui                   |                                  | Tielt             | Stenenhuisstraat 2    | 50° 55′ 59″ nord, 4° 55′ 43″ est | 200082              | Téléverser                         |
| (nl) Het Stenen Huis                                    | Oui                   |                                  | Tielt             | Stenenhuisstraat 4    | 50° 55′ 59″ nord, 4° 55′ 43″ est | 200082              | Téléverser                         |
| (nl) Parochiekerk Onze-Lieve-Vrouw                      |                       |                                  | Tielt             | Bergstraat            | 50° 56′ 27″ nord, 4° 54′ 09″ est | 42809               | (nl) Parochiekerk Onze-Lieve-Vrouw |
| (nl) Landbouwerswoning                                  |                       |                                  | Tielt             | Bergstraat 13         | 50° 56′ 28″ nord, 4° 54′ 11″ est | 42811               | Téléverser                         |
| (nl) Pastorie XVIII B, dubbelhuis                       | Oui                   |                                  | Tielt             | Sint-Annastraat 17    | 50° 56′ 16″ nord, 4° 54′ 15″ est | 42812               | Téléverser                         |
| (nl) Parochiekerk Sint-Martinus                         | Oui                   |                                  | Tielt             | Optielt               | 50° 55′ 47″ nord, 4° 54′ 26″ est | 42813               | (nl) Parochiekerk Sint-Martinus    |
| (nl) Pastorie, dubbelhuis                               | Oui                   |                                  | Tielt             | Oudepastoriestraat 22 | 50° 55′ 51″ nord, 4° 54′ 48″ est | 42814               | Téléverser                         |
| (nl) Schuur                                             |                       |                                  | Tielt             | Oude Leuvensebaan 27  | 50° 55′ 28″ nord, 4° 54′ 25″ est | 42815               | Téléverser                         |
| (nl) Gedeelte van een lemen schuur                      |                       |                                  | Tielt             | Oude Leuvensebaan 28  | 50° 55′ 32″ nord, 4° 54′ 08″ est | 42816               | Téléverser                         |
| (nl) Woonhuis 1781                                      | Oui                   |                                  | Tielt             | Leuvensesteenweg 78   | 50° 55′ 06″ nord, 4° 54′ 18″ est | 42818               | Téléverser                         |
| (nl) Parochiekerk Sint-Denijs                           | Oui                   |                                  | Houwaart          | Haldertstraat         | 50° 56′ 05″ nord, 4° 51′ 39″ est | 42819               | (nl) Parochiekerk Sint-Denijs      |
| (nl) Enkelhuis                                          |                       |                                  | Houwaart          | Haldertstraat 4       | 50° 55′ 58″ nord, 4° 51′ 32″ est | 42820               | Téléverser                         |
| (nl) Pastorie, dubbelhuis XVIII c                       |                       |                                  | Houwaart          | Haldertstraat 9       | 50° 56′ 02″ nord, 4° 51′ 31″ est | 42821               | Téléverser                         |
| (nl) Parochiekerk Sint-Mattheus                         | Oui                   |                                  |                   | Binkomstraat 1        | 50° 53′ 45″ nord, 4° 55′ 27″ est | 42825               | (nl) Parochiekerk Sint-Mattheus    |
| (nl) Dubbelhuis                                         | Oui                   |                                  |                   | Binkomstraat 6        | 50° 53′ 46″ nord, 4° 55′ 26″ est | 42826               | Téléverser                         |
| (nl) Parochiekerk Sint-Pieter                           | Oui                   |                                  |                   | Kerkstraat            | 50° 53′ 54″ nord, 4° 54′ 03″ est | 42828               | (nl) Parochiekerk Sint-Pieter      |
| (nl) Hoeve, einde XVII                                  |                       |                                  |                   | Kerkstraat            | 50° 53′ 52″ nord, 4° 54′ 04″ est | 42829               | Téléverser                         |
| (nl) Parochiekerk Sint-Joris                            | Oui                   |                                  | Sint-Joris-Winge  | Leuvensesteenweg      | 50° 54′ 30″ nord, 4° 52′ 35″ est | 42830               | (nl) Parochiekerk Sint-Joris       |
| (nl) Heilige Martinuskapel                              |                       |                                  | Sint-Joris-Winge  | Oude Aarschotsebaan   | 50° 54′ 25″ nord, 4° 52′ 00″ est | 42831               | Téléverser                         |
| (nl) Kasteel, dubbelhuis                                | Oui                   |                                  | Sint-Joris-Winge  | Leuvensesteenweg 252  | 50° 54′ 31″ nord, 4° 52′ 29″ est | 42832               | Téléverser                         |
| (nl) Pastorie, dubbelhuis, 1753                         |                       |                                  | Sint-Joris-Winge  | Leuvensesteenweg 187  | 50° 54′ 26″ nord, 4° 52′ 42″ est | 42833               | Téléverser                         |
| (nl) Watermolen 1758                                    | Oui                   |                                  | Sint-Joris-Winge  | Gempstraat 56         | 50° 54′ 31″ nord, 4° 51′ 13″ est | 42834               | Téléverser                         |
| (nl) Afspanning In de drie Haringen, éénverdiepingshuis |                       |                                  | Sint-Joris-Winge  | Gempstraat 47         | 50° 54′ 27″ nord, 4° 51′ 15″ est | 42835               | Téléverser                         |
| (nl) Afspanning In de drie Haringen, éénverdiepingshuis |                       |                                  | Sint-Joris-Winge  | Gempstraat 49         | 50° 54′ 27″ nord, 4° 51′ 15″ est | 42835               | Téléverser                         |
| (nl) Woning 1773                                        |                       |                                  | Sint-Joris-Winge  | Gempstraat 52         | 50° 54′ 27″ nord, 4° 51′ 11″ est | 42837               | Téléverser                         |
| (nl) Leembouw, bijbouw van een dorpswoning              |                       |                                  | Houwaart          | Haldertstraat 45      | 50° 56′ 09″ nord, 4° 51′ 45″ est | 43062               | Téléverser                         |